# Beris basiflava
Beris basiflava är en tvåvingeart som beskrevs av Yang 1992. Beris basiflava ingår i släktet Beris och familjen vapenflugor. Inga underarter finns listade i Catalogue of Life.